# Износково (Льговский район)
Износково — село в Льговском районе Курской области России. Входит в состав Густомойского сельсовета.

## География
Расположен в западной части области, находится на реке Густомой в бассейне Сейма, в 38 км от российско-украинской границы, в 77 км к юго-западу от Курска, в 12 км к юго-западу от районного центра — города Льгов, в 5 км от центра сельсовета — села Густомой.
Улицы
В селе улицы: Дегтяревка, Московщина, Николаевка, Ольговка, Терновщина, Центральная и переулок Центральный.
Климат
Износково, как и весь район, расположено в поясе умеренно континентального климата с тёплым летом и относительно тёплой зимой (Dfb в классификации Кёппена).
| Показатель                                                                      | Янв. | Фев. | Март | Апр. | Май  | Июнь | Июль | Авг. | Сен. | Окт. | Нояб. | Дек. | Год  |
| ------------------------------------------------------------------------------- | ---- | ---- | ---- | ---- | ---- | ---- | ---- | ---- | ---- | ---- | ----- | ---- | ---- |
| Средний суточный максимум, °C                                                   | −3,7 | −2,7 | 3,3  | 13,3 | 19,5 | 22,7 | 25,2 | 24,6 | 18,3 | 10,7 | 3,7   | −0,9 | 11,2 |
| Средняя температура, °C                                                         | −5,8 | −5,2 | −0,3 | 8,4  | 14,8 | 18,4 | 20,9 | 20   | 14,1 | 7,4  | 1,4   | −2,8 | 7,6  |
| Средний суточный минимум, °C                                                    | −8,2 | −8,3 | −4,4 | 2,9  | 9,2  | 13,1 | 15,8 | 14,8 | 9,8  | 4,1  | −0,9  | −5   | 3,6  |
| Норма осадков, мм                                                               | 50   | 44   | 48   | 50   | 63   | 70   | 79   | 52   | 57   | 56   | 47    | 48   | 664  |
| Источник: Погода по месяцам c ru.climate-data.org(дата обращения: Октябрь 2021) |      |      |      |      |      |      |      |      |      |      |       |      |      |

Часовой пояс
Село Износково, как и вся Курская область, находится в часовой зоне МСК (московское время). Смещение применяемого времени относительно UTC составляет +3:00.

## История
В 1697 году (7207 от сотворения мира) деревня Колонтаевка обрела статус села в связи с постройкой Николаевской церкви.
До 2010 года — административный центр Износковского сельсовета. После его упразднения согласно Закону Курской области от 26 апреля 2010 года № 26-ЗКО вошёл в состав Густомойского сельсовета.

## Население
| 2002 | 2010 |
| ---- | ---- |
| 337  | ↘205 |

## Известные жители
Художник Александр Горбачев родился в Износково 27 сентября 1951 года.

## Инфраструктура
Износковская амбулатория. Личное подсобное хозяйство. В селе 276 домов.

## Транспорт
Износково находится в 4 км от автодороги регионального значения 38К-017 (Курск — Льгов — Рыльск — граница с Украиной) как часть европейского маршрута E38, на автодорогe межмуниципального значения 38Н-372 (38К-017 — Стремоуховка — Износково), в пешей доступности ж/д остановочный пункт Колонтаевка (линия 322 км — Льгов I).
В 146 км от аэропорта имени В. Г. Шухова (недалеко от Белгорода).